# Estefanía Soto
 (mars 2021).
La mise en forme du texte ne suit pas les recommandations de Wikipédia : il faut le « wikifier ».
Les points d'amélioration suivants sont les cas les plus fréquents. Le détail des points à revoir est peut-être précisé sur la page de discussion.
- Les titres sont pré-formatés par le logiciel. Ils ne sont ni en capitales, ni en gras.
- Le texte ne doit pas être écrit en capitales (les noms de famille non plus), ni en gras, ni en italique, ni en « petit »…
- Le gras n'est utilisé que pour surligner le titre de l'article dans l'introduction, une seule fois.
- L'italique est rarement utilisé : mots en langue étrangère, titres d'œuvres, noms de bateaux, etc.
- Les citations ne sont pas en italique mais en corps de texte normal. Elles sont entourées par des guillemets français : « et ».
- Les listes à puces sont à éviter, des paragraphes rédigés étant largement préférés. Les tableaux sont à réserver à la présentation de données structurées (résultats, etc.).
- Les appels de note de bas de page (petits chiffres en exposant, introduits par l'outil «  Source ») sont à placer entre la fin de phrase et le point final[comme ça].
- Les liens internes (vers d'autres articles de Wikipédia) sont à choisir avec parcimonie. Créez des liens vers des articles approfondissant le sujet. Les termes génériques sans rapport avec le sujet sont à éviter, ainsi que les répétitions de liens vers un même terme.
- Les liens externes sont à placer uniquement dans une section « Liens externes », à la fin de l'article. Ces liens sont à choisir avec parcimonie suivant les règles définies. Si un lien sert de source à l'article, son insertion dans le texte est à faire par les notes de bas de page.
- La présentation des références doit suivre les conventions bibliographiques. Il est recommandé d'utiliser les modèles {{Ouvrage}}, {{Chapitre}}, {{Article}}, {{Lien web}} et/ou {{Bibliographie}}. Le mode d'édition visuel peut mettre en forme automatiquement les références.
- Insérer une infobox (cadre d'informations à droite) n'est pas obligatoire pour parachever la mise en page.

Pour une aide détaillée, merci de consulter Aide:Wikification.
Si vous pensez que ces points ont été résolus, vous pouvez retirer ce bandeau et améliorer la mise en forme d'un autre article.
Pour les articles homonymes, voir Soto.
Estefanía Soto (née le 27 avril 1992) est une mannequin portoricaine  couronnée Miss Porto Rico 2020. Elle succède à la précédente Miss Porto Rico, Madison Anderson.
Elle représente le Porto Rico au concours Miss Univers 2020 le 16 mai 2021 en Floride où elle se classe dans le Top 10.

## Biographie
Estefanía est née et a grandi à Caguas, Porto Rico. Elle est liée à la ville de San Sebastian dans l'ouest de Porto Rico par la famille de son père. Elle a eu une enfance simple et créative. Elle aimait peindre des paysages sur des pierres de rivière, fabriquer des bracelets et des boucles d'oreilles avec des pierres colorées et jouer avec ses amis. Au cours de ses années d'école primaire, elle se distinguait par sa taille, sa participation à des sports d'athlétisme, pour lesquels elle a parcouru l'île pour participer à diverses courses et chanter lors d'événements familiaux à son école.
C'est à cette période qu'elle a commencé à travailler comme mannequin professionnel. À l'âge de 11 ans, elle a fait son premier défilé de mode où elle a été mannequin pour le créateur Rubén Darío. Des années plus tard, elle développe sa carrière de mannequin sous la représentation de l'agence de mannequins Única, alors dirigée par Caridad Fernández. Elle a travaillé dans des éditoriaux de mode pour de grands magazines du pays et a modelé pour des designers renommés tels que Harry Robles, Gustavo Arango, Luis Antonio, Peter Cardón, Eclíptica, Sonia Rivera, Lisa Capalli et Reynaldo Álvarez.
Elle a obtenu son baccalauréat en langues étrangères avec une concentration en français de l' Université de Porto Rico à Río Piedras. Estefanía s'est inspirée du film L'Interprète et a découvert sa passion pour les langues étrangères et le multiculturalisme, ce qui l'a incitée à participer à un échange d'étudiants à l'Université du Québec à Montréal au Canada avant d'obtenir un baccalauréat en langues étrangères. Entre 2015 et 2017, elle a vécu et étudié à Lille, Louvain (Belgique), Mexico (Mexique) et Rotterdam (Pays-Bas).
Elle a complété un master 'intercultural mediation with a sociological, anthropological and gender perspective'. Dans sa thèse intitulée « Made in La Ciudadela: Community-building and placemaking practices under Indigenous Triqui Migrants in a Handcrafts Market in Mexico City », elle a écrit sur le chemin de migration des Triqui indigènes de l'État Oaxaca et leurs stratégies de développement communautaire sur le marché.
Elle a développé sa carrière professionnelle au sein de l'organisation internationale Eurocities à Bruxelles, de l'ambassade de France à Washington DC et de l'Office européen des brevets à La Haye,.

## Concours de beauté
En tant que diva, elle était déjà impliquée dans le monde des concours de beauté lorsqu'elle était jeune. Ses parents voulaient qu'elle s'implique dans un passe-temps et elle a choisi le mannequinat, montrant un intérêt précoce pour la mode, l'art et l'esthétique. Ses parents l'ont inscrite dans une académie de mannequinat, où elle s'est développée dans le domaine. Quelques années plus tard elle était professionnellement mannequin à Porto Rico et où elle a travaillé pour les meilleurs éditoriaux de mode de l'île.
Elle parle couramment l'espagnol, l'anglais, le français et a atteint un niveau intermédiaire en néerlandais. Après avoir été couronnée Miss Universe Porto Rico 2020, Estefania a profité de ses médias sociaux pour remercier tout le monde, elle a déclaré : « Je suis reconnaissante d'avoir l'opportunité de porter cette couronne d'émeraude dorée. Représenter mon pays et mon peuple sur une plateforme à fort potentiel pour promouvoir le changement social est une responsabilité que je chéris de tout mon cœur ».
Elle donne des interviews et elle a créé des podcasts interactifs.
Estefanía Natalia Soto Torres représente Porto Rico à Miss Univers 2020.
Le 17 avril 2021, elle a annoncé son costume national. Le costume est inspiré de l'astrologue, acteur et danseur Walter Mercado, décédé en 2019.